# Championnat du Paraguay de football 1929
Navigation
Édition précédente Édition suivante
La 22e édition du championnat du Paraguay de football est remportée par le Club Olimpia. C’est le septième titre de champion du club, le troisième consécutif. Olimpia l’emporte avec 5 points d’avance sur Club Libertad. Sportivo Luqueño complète pour la toute première fois le podium.
À cause des play-offs de la saison précédente qui se sont disputés en juillet 1929, seulement la deuxième partie de la saison est disputée.
Comme souvent pour les saisons du championnat amateur, les résultats complets ne sont pas connus. 
La deuxième division est remportée par l’équipe de Club Presidente Hayes qui réintègre la première division après seulement un an d'absence. Trois autres équipes sont promues : CALT, qui a perdu la finale de la deuxième division, Presidente Alvear et Universo

## Les clubs de l'édition 1929
| \| Asuncion: · Olimpia · Nacional · Sol de América · Guaraní · Cerro Porteño · River Plate · Atlántida · Sportivo Luqueño · General Caballero Asuncion \| Localisation des clubs engagés dans le championnat. |
| Asuncion: · Olimpia · Nacional · Sol de América · Guaraní · Cerro Porteño · River Plate · Atlántida · Sportivo Luqueño · General Caballero Asuncion                                                           |

| Club                 | Stade | Capacité | Ville    |
| -------------------- | ----- | -------- | -------- |
| Atlántida Sport Club | -     | -        | Asuncion |
| Club Cerro Porteño   | -     | -        | Asuncion |
| Club Guaraní         | -     | -        | Asuncion |
| Club Libertad        | -     | -        | Asuncion |
| Club Nacional        | -     | -        | Asuncion |
| Club Olimpia         | -     | -        | Asuncion |
| General Caballero ZC | -     | -        | Asuncion |
| Club River Plate     | -     | -        | Asuncion |
| Club Sol de América  | -     | -        | Asuncion |
| Sportivo Luqueño     | -     | -        | Asuncion |

## Compétition

### Classement
| Rang | Équipe                   | Pts | J | G | N | P | Bp | Bc | Diff |
| ---- | ------------------------ | --- | - | - | - | - | -- | -- | ---- |
| 1    | Club Olimpia (T)         | 16  | 9 | 7 | 2 | 0 | .  | .  | 0    |
| 2    | Club Libertad            | 11  | 9 | . | . | . | .  | .  | 0    |
| 3    | Sportivo Luqueño         | 9   | 9 | . | . | . | .  | .  | 0    |
| 4    | Club River Plate         | 9   | 9 | . | . | . | .  | .  | 0    |
| 5    | Club Guaraní             | 8   | 9 | . | . | . | .  | .  | 0    |
| 6    | Club Nacional            | 7   | 9 | . | . | . | .  | .  | 0    |
| 7    | Atlántida Sport Club     | 6   | 9 | . | . | . | .  | .  | 0    |
| 8    | Club Sol de América      | 4   | 9 | . | . | . | .  | .  | 0    |
| 9    | Club Cerro Porteño       | 3   | 9 | . | . | . | .  | .  | 0    |
| 10   | General Caballero ZC (P) | 3   | 9 | . | . | . | .  | .  | 0    |

| Légende : Qualifications et relégations | Légende : Qualifications et relégations |
| --------------------------------------- | --------------------------------------- |
|                                         | Champion du Paraguay                    |
|                                         | Relégation en deuxième division         |
|                                         | (T) : Tenant du titre (P) : Promus      |

## Bilan de la saison
| Championnat du Paraguay de football 1929                             |                                                       |
| Champion                                                             | Club Olimpia (7e titre)                               |
| Promotions et relégations                                            |                                                       |
| Promus en Primera División                                           | CALT Club Presidente Hayes Presidente Alvear Universo |
| Relégués en Championnat du Paraguay de football de deuxième division | Aucun                                                 |